# S. Donald Stookey
Stanley Donald Stookey (Hay Springs, 23 maggio 1915 – Rochester, 4 novembre 2014) è stato un inventore statunitense.
Il suo nome è legato a più di 44 brevetti relativi a vetro e ceramica, e le sue invenzioni e scoperte hanno influenzato lo sviluppo di occhiali, accessori per la cucina, sistemi di difesa e dispositivi elettronici.
Stokey è stato direttore della sezione Ricerca & Sviluppo di Corning Glass Works per 47 anni. Tra le sue invenzioni vi sono Fotoform, CorningWare, Cercor, Pyroceram e Photochromic Ophthalmi.

## Pubblicazioni
- Journey to the Center of the Crystal Ball: An Autobiography, American Ceramic Society, 1985, ISBN 0-9160946-9-3
- Explorations in Glass: An Autobiography, Wiley-Blackwell, 2000, ISBN 1-5749812-4-2